# Инэкспрессибл
Инэкспре́ссибл (англ. Inexpressible Island, рус. Невыразимый, непередаваемый, неописуемый остров) — скалистый необитаемый остров в заливе Терра-Нова, море Росса, Южный океан (Тихий океан).
Остров имеет форму ромба, вытянутого по линии север—юг. Его длина составляет около 13 километров, ширина — около 4 километров, примерная площадь — 26 км². Наиболее скалиста северная часть острова: высота гор там доходит до 270 метров над уровнем моря.
Остров был открыт в 1912 году экспедицией «Терра Нова» (1910—1913) под командованием Роберта Скотта. Экспедиция была разделена на несколько групп, той группой (шесть человек), которая обнаружила новый остров, руководил Виктор Кэмпбелл. Сначала остров назвали «Южные предгорья», так как неподалёку уже существовал географический объект с названием «Северные предгорья». Кэмпбелл со своими людьми провёл на острове несколько тяжёлых месяцев, оставшись на незапланированную и неподготовленную зимовку в самостоятельно выкопанной снежной пещере, так как корабль не мог пробиться к ним из-за толстого льда. В честь перенесённых трудностей название острова было изменено на «Невыразимый (непередаваемый, неописуемый) остров». Место, где отважные первооткрыватели жили в ледяной пещере, ныне является «историческим местом», там установлены деревянный знак и памятная табличка, оставлены кости тюленей, которыми питались моряки с марта по сентябрь 1912 года.
В феврале 2024 года Китайская Народная Республика открыла исследовательскую станцию Циньлин на южной окраине острова.